# Moriori
Moriori, izumrlo domorodačko stanovništvo Chathamskih otoka u Tihom oceanu (Rēkohu na moriorskom, Wharekauri na maorskom). U vrijeme europskog otkrića otočja 1791. godine bilo ih je oko 1 000. Bili su miroljubiv narod, a tijekom 1830-ih skoro potpuno su ih istrijebili maorski ratnici iz regije Taranaki. Posljednji govornik moriorskog jezika bio je Hirawanu Tapu koji je preminuo u svibnju 1900., a posljednji čistokrvni pripadnik naroda Tommy Solomon umro je 1933. godine.
O podrijetlu Moriora postoji više pretpostavki. Postoji mišljenje da su kulturno i jezično bili srodni Maorima Južnog otoka. Neki arheolozi drže da su Moriori polinezijski narod, potomci Maora koji su u 16. stoljeću naselili Chathamske otoke. Drugi pak smatraju da su se Moriori jezično i genetski razlikovali od Maora, te da uopće nisu bili polinezijskog nego melanezijskog podrijetla.
Moriori su živjeli kao lovci-sakupljači i zbog neobradive zemlje nisu poznavali poljoprivredu. Jeli su isključivo hranu morskog podrijetla, tj. ribe, morske lavove i mlade morske ptice. Od umjetnosti poznato je samo da su rezbarili debla. Kastrirali su neke muške bebe kako bi nadzirali broj stanovnika. Nisu poznavali ni prakticirali nasilje i rat.
William R. Broughton je 17. studenog 1791. godine stupio na tlo otoka koje je nazvao po svom brodu HMS Chatham i proglasio ih posjedom Velike Britanije. Otoci su postali središte djelatnosti kitolovaca, pa je od zaraznih bolesti zbog kontakta s Europljanima i Maorima umrlo 10% do 20% moriorskog stanovništva. Britanci su 1835. raselili Maore Ngāti Mutunga i Ngāti Tama iz regije Taranaki na Sjevernom otoku. Brigantin Lord Rodney, otet od Britanaca, stigao je 19. studenog spomenute godine na Chathamske otoke. Na njemu je bilo 500 Maora naoružanih puškama i sjekirama sa zalihama od 78 tona krumpira. Nakon toga 5. prosinca uslijedio je još jedan brod iz kojeg se iskrcalo 400 Maora.
Maori, poznati kao okrutni ratnici i kanibali, izvršili su pravi genocid nad miroljubivim golorukim Moriorima. Obredno su ubili oko 10% stanovništva, nabijajući na kolac muškarce, žene i djecu bez razlike i ostavljajući ih na plažama danima umirati u velikim bolovima. Jeli su moriorska trupla i tjerali Moriore mokriti po svojim svetištima. Zabranili su im rabiti svoj jezik i međusobno se vjenčavati, čime su se pobrinuli da izumru. Samo 101 Morior ostao je na otocima 1862. godine.